# Évolution des relations diplomatiques du Saint-Siège en 2021
Représentation actuelle du Saint-Siège
- 2017
- 2018
- 2019
- 2020
- 2021
- 2022
- 2023
- 2024
- 2025

Représentations : près le Saint-Siège, pour le Saint-Siège
Cette liste présente les évolutions des relations pour et près le Saint-Siège en 2021.

## Évolution des relations près le Saint-Siège
Le tableau suivant présente la liste des ambassadeurs accrédités près le Saint-Siège ayant pris leurs fonctions en 2021. 
| Date             | Pays        | Nom                                    | Note |
| ---------------- | ----------- | -------------------------------------- | ---- |
| 9 janvier 2021   | Uruguay     | Guzmán Carriquiry Lecour (es)          |      |
| 21 mai 2021      | Singapour   | Janet Ang Guat Har                     |      |
| 21 mai 2021      | Zimbabwe    | Abigail Shonhiwa                       |      |
| 21 mai 2021      | Bangladesh  | Mustafizur Rahman (en)                 |      |
| 21 mai 2021      | Algérie     | Lazhar Soualem                         |      |
| 21 mai 2021      | Sri Lanka   | Candauda Arachchige Priyantha Prasanna |      |
| 21 mai 2021      | Barbade     | Milton Inniss (en)                     |      |
| 21 mai 2021      | Suède       | Andrés Jato                            |      |
| 21 mai 2021      | Finlande    | Kalle Kankaanpää                       |      |
| 21 mai 2021      | Népal       | Ram Kaji Khadka                        |      |
| 24 mai 2021      | Serbie      | Sima Avramović (en)                    |      |
| 2 septembre 2021 | Allemagne   | Bernhard Kotsch (de)                   |      |
| 4 septembre 2021 | Royaume-Uni | Christopher Trott                      |      |
| 18 novembre 2021 | Ghana       | Angelina Baiden-Amissah (en)           |      |
| 19 novembre 2021 | Israël      | Raphael Schutz (he)                    |      |
| 22 novembre 2021 | Pérou       | Jorge Eduardo Román Morey              |      |

## Évolution des relations pour le Saint-Siège
Le tableau suivant présente la liste des nonces ou délégués apostoliques nommés par le Saint-Siège en 2021 pour le représenter dans différents pays et instances internationales. 
| Date              | Pays                                 | Titre                 | Nom                               | Nationalité |        |
| ----------------- | ------------------------------------ | --------------------- | --------------------------------- | ----------- | ------ |
| 1er janvier 2021  | Algérie                              | Nonce apostolique     | Kurian Vayalunkal                 | Inde        |        |
| 1er janvier 2021  | Liechtenstein (en)                   | Nonce apostolique     | vacant                            | vacant      |        |
| 1er janvier 2021  | Papouasie-Nouvelle-Guinée (en)       | Nonce apostolique     | vacant                            | vacant      |        |
| 1er janvier 2021  | Îles Salomon (en)                    | Nonce apostolique     | vacant                            | vacant      |        |
| 1er janvier 2021  | Suisse                               | Nonce apostolique     | vacant                            | vacant      |        |
| 7 janvier 2021    | Haïti                                | Nonce apostolique     | vacant                            | vacant      |        |
| 7 janvier 2021    | Koweït (en)                          | Nonce apostolique     | Eugene Nugent                     | Irlande     |        |
| 7 janvier 2021    | Qatar (en)                           | Nonce apostolique     | Eugene Nugent                     | Irlande     |        |
| 14 janvier 2021   | Russie                               | Nonce apostolique     | vacant                            |             |        |
| 14 janvier 2021   | Ouzbékistan (en)                     | Nonce apostolique     | Giovanni d'Aniello                | Italie      |        |
| 5 février 2021    | Bénin                                | Nonce apostolique     | Mark Miles                        | Royaume-Uni |        |
| 2 mars 2021       | Togo                                 | Nonce apostolique     | Mark Miles                        | Royaume-Uni |        |
| 3 mars 2021       | Uruguay (en)                         | Nonce apostolique     | vacant                            | vacant      |        |
| 3 mars 2021       | Suisse                               | Nonce apostolique     | Martin Krebs                      | Allemagne   |        |
| 3 mars 2021       | Liechtenstein (en)                   | Nonce apostolique     | Martin Krebs                      | Allemagne   |        |
| 3 mars 2021       | Japon (en)                           | Nonce apostolique     | Leo Boccardi                      | Italie      |        |
| 3 mars 2021       | Iran (en)                            | Nonce apostolique     | vacant                            | vacant      |        |
| 13 mars 2021      | Chypre (en)                          | Nonce apostolique     | vacant                            | vacant      |        |
| 13 mars 2021      | Israël (en)                          | Nonce apostolique     | vacant                            | vacant      |        |
| 13 mars 2021      | Jérusalem et Palestine (en)          | Délégué apostolique   | vacant                            | vacant      |        |
| 13 mars 2021      | Inde (en)                            | Nonce apostolique     | Leopoldo Girelli                  | Italie      |        |
| 30 mars 2021      | Micronésie (en)                      | Nonce apostolique     | Novatus Rugambwa                  | Tanzanie    |        |
| 31 mars 2021      | Papouasie-Nouvelle-Guinée (en)       | Nonce apostolique     | Fermín Emilio Sosa Rodríguez (en) | Mexique     |        |
| 8 mai 2021        | Union européenne                     | Nonce apostolique     | Aldo Giordano                     | Italie      |        |
| 8 mai 2021        | Venezuela (en)                       | Nonce apostolique     | vacant                            | vacant      |        |
| 3 juin 2021       | Australie (en)                       | Nonce apostolique     | vacant                            | vacant      |        |
| 3 juin 2021       | Israël (en)                          | Nonce apostolique     | Adolfo Tito Yllana                | Philippines |        |
| 3 juin 2021       | Chypre (en)                          | Nonce apostolique     | Adolfo Tito Yllana                | Philippines |        |
| 3 juin 2021       | Jérusalem et Palestine (en)          | Délégué apostolique   | Adolfo Tito Yllana                | Philippines |        |
| 4 juin 2021       | Congo                                | Nonce apostolique     | vacant                            | vacant      |        |
| 4 juin 2021       | Gabon (en)                           | Nonce apostolique     | vacant                            | vacant      |        |
| 4 juin 2021       | Haïti                                | Nonce apostolique     | Francisco Escalante Molina        | Venezuela   |        |
| 5 juin 2021       | Nations unies - Genève               | Observateur permanent | vacant                            | vacant      |        |
| 5 juin 2021       | Canada                               | Nonce apostolique     | Ivan Jurkovič                     | Slovénie    |        |
| 15 juin 2021      | Ukraine (en)                         | Nonce apostolique     | Visvaldas Kulbokas                | Lituanie    |        |
| 28 juin 2021      | Rwanda                               | Nonce apostolique     | vacant                            | vacant      |        |
| 28 juin 2021      | Iran (en)                            | Nonce apostolique     | Andrzej Józwowicz                 | Pologne     |        |
| 31 août 2021      | Belgique (en)                        | Nonce apostolique     | vacant                            | vacant      | vacant |
| 31 août 2021      | Bosnie-Herzégovine (en)              | Nonce apostolique     | vacant                            | vacant      | vacant |
| 31 août 2021      | Monténégro (en)                      | Nonce apostolique     | vacant                            | vacant      | vacant |
| 13 septembre 2021 | Népal (en)                           | Nonce apostolique     | Leopoldo Girelli                  | Italie      |        |
| 7 octobre 2021    | Burundi                              | Nonce apostolique     | Dieudonné Datonou                 | Bénin       |        |
| 31 octobre 2021   | Slovaquie (en)                       | Nonce apostolique     | vacant                            | vacant      | vacant |
| 15 novembre 2021  | Mexique (en)                         | Nonce apostolique     | vacant                            | vacant      | vacant |
| 15 novembre 2021  | Belgique (en)                        | Nonce apostolique     | Franco Coppola                    | Italie      |        |
| 27 novembre 2021  | Pays-Bas (en)                        | Nonce apostolique     | vacant                            | vacant      | vacant |
| 2 décembre 2021   | Union européenne                     | Nonce apostolique     | vacant                            | vacant      | vacant |
| 14 décembre 2021  | Luxembourg (en)                      | Nonce apostolique     | Franco Coppola                    | Italie      |        |
| 16 décembre 2021  | Îles Salomon (en)                    | Nonce apostolique     | Fermín Emilio Sosa Rodríguez (en) | Mexique     |        |
| 17 décembre 2021  | Antilles                             | Délégué apostolique   | vacant                            | vacant      | vacant |
| 17 décembre 2021  | Antigua-et-Barbuda (en)              | Nonce apostolique     | vacant                            | vacant      | vacant |
| 17 décembre 2021  | Barbade (en)                         | Nonce apostolique     | vacant                            | vacant      | vacant |
| 17 décembre 2021  | Dominique (en)                       | Nonce apostolique     | vacant                            | vacant      | vacant |
| 17 décembre 2021  | Jamaïque (en)                        | Nonce apostolique     | vacant                            | vacant      | vacant |
| 17 décembre 2021  | Guyana (en)                          | Nonce apostolique     | vacant                            | vacant      | vacant |
| 17 décembre 2021  | Saint-Christophe-et-Niévès (en)      | Nonce apostolique     | vacant                            | vacant      | vacant |
| 17 décembre 2021  | Saint-Vincent-et-les-Grenadines (en) | Nonce apostolique     | vacant                            | vacant      | vacant |
| 17 décembre 2021  | Trinité-et-Tobago (en)               | Nonce apostolique     | vacant                            | vacant      | vacant |
| 17 décembre 2021  | Bahamas (en)                         | Nonce apostolique     | vacant                            | vacant      | vacant |
| 17 décembre 2021  | Grenade (en)                         | Nonce apostolique     | vacant                            | vacant      | vacant |
| 17 décembre 2021  | Sainte-Lucie (en)                    | Nonce apostolique     | vacant                            | vacant      | vacant |
| 17 décembre 2021  | Suriname (en)                        | Nonce apostolique     | vacant                            | vacant      | vacant |
| 17 décembre 2021  | Belize (en)                          | Nonce apostolique     | vacant                            | vacant      | vacant |
| 17 décembre 2021  | Nations unies - Genève               | Observateur permanent | Fortunatus Nwachukwu              | Nigeria     |        |
| 18 décembre 2021  | Panama (en)                          | Nonce apostolique     | vacant                            | vacant      | vacant |
| 18 décembre 2021  | Uruguay (en)                         | Nonce apostolique     | Luciano Russo                     | Italie      |        |
| 31 décembre 2021  | Hongrie                              | Nonce apostolique     | vacant                            | vacant      | vacant |
| 31 décembre 2021  | Bulgarie (en)                        | Nonce apostolique     | vacant                            | vacant      | vacant |
| 31 décembre 2021  | Macédoine du Nord (en)               | Nonce apostolique     | vacant                            | vacant      | vacant |

## Composition du corps diplomatique du Saint-Siège au 31 décembre 2021
| Pays                                  | Représentation          | Représentant                      | Nomination        |
| ------------------------------------- | ----------------------- | --------------------------------- | ----------------- |
| Afrique du Sud                        | Nonce apostolique       | Peter Bryan Wells                 | 9 février 2016    |
| Albanie (en)                          | Nonce apostolique       | Luigi Bonazzi                     | 10 décembre 2020  |
| Algérie                               | Nonce apostolique       | Kurian Vayalunkal                 | 1er janvier 2021  |
| Allemagne                             | Nonce apostolique       | Nikola Eterović                   | 21 septembre 2013 |
| Andorre (en)                          | Nonce apostolique       | Bernardito Auza                   | 1er octobre 2019  |
| Angola (en)                           | Nonce apostolique       | Giovanni Gaspari                  | 21 septembre 2020 |
| Antigua-et-Barbuda (en)               | Nonce apostolique       | vacant                            | 17 décembre 2021  |
| Antilles                              | Délégué apostolique     | vacant                            | 17 décembre 2021  |
| Argentine (en)                        | Nonce apostolique       | Mirosław Adamczyk                 | 22 février 2020   |
| Arménie (en)                          | Nonce apostolique       | José Avelino Bettencourt          | 1er mars 2018     |
| ASEAN                                 | Nonce apostolique       | Piero Pioppo                      | 19 mars 2018      |
| Australie (en)                        | Nonce apostolique       | vacant                            | 3 juin 2021       |
| Autriche (en)                         | Nonce apostolique       | Pedro López Quintana              | 4 mars 2019       |
| Azerbaïdjan (en)                      | Nonce apostolique       | Paul Fitzpatrick Russell          | 7 avril 2018      |
| Bahamas (en)                          | Nonce apostolique       | vacant                            | 17 décembre 2021  |
| Bahreïn (en)                          | Nonce apostolique       | Eugene Martin Nugent              | 11 février 2021   |
| Bangladesh (en)                       | Nonce apostolique       | George Kocherry                   | 6 juillet 2013    |
| Barbade (en)                          | Nonce apostolique       | vacant                            | 17 décembre 2021  |
| Belgique (en)                         | Nonce apostolique       | Franco Coppola                    | 15 novembre 2021  |
| Belize (en)                           | Nonce apostolique       | vacant                            | 17 décembre 2021  |
| Bénin                                 | Nonce apostolique       | Mark Miles                        | 5 février 2021    |
| Biélorussie (en)                      | Nonce apostolique       | Ante Jozić                        | 21 mai 2020       |
| Birmanie (en)                         | Nonce apostolique       | Paul Tschang In-Nam               | 12 août 2017      |
| Bolivie (en)                          | Nonce apostolique       | Angelo Accattino                  | 12 septembre 2017 |
| Bosnie-Herzégovine (en)               | Nonce apostolique       | vacant                            | 31 août 2021      |
| Botswana                              | Nonce apostolique       | Peter Bryan Wells                 | 9 février 2016    |
| Brésil (en)                           | Nonce apostolique       | Giambattista Diquattro            | 29 août 2020      |
| Brunei (en)                           | Délégué apostolique     | Wojciech Załuski                  | 29 septembre 2020 |
| Bulgarie (en)                         | Nonce apostolique       | vacant                            | 31 décembre 2021  |
| Burkina Faso (en)                     | Nonce apostolique       | Michael Francis Crotty            | 1er février 2020  |
| Burundi                               | Nonce apostolique       | Dieudonné Datonou                 | 7 octobre 2021    |
| Cambodge (en)                         | Nonce apostolique       | Paul Tschang In-Nam               | 4 août 2012       |
| Cameroun                              | Nonce apostolique       | Julio Murat                       | 24 mars 2018      |
| Canada                                | Nonce apostolique       | Ivan Jurkovič                     | 5 juin 2021       |
| Cap-Vert                              | Nonce apostolique       | Michael Wallace Banach            | 9 juillet 2016    |
| République centrafricaine             | Nonce apostolique       | Santiago De Wit Guzmán            | 21 mars 2017      |
| Chili (en)                            | Nonce apostolique       | Alberto Ortega Martín             | 7 octobre 2019    |
| Chine (en)                            | fonction supprimée      | vacant                            | 25 mars 1979      |
| Chypre (en)                           | Nonce apostolique       | Adolfo Tito Yllana                | 3 juin 2021       |
| Colombie (en)                         | Nonce apostolique       | Luis Mariano Montemayor           | 27 septembre 2018 |
| Comores (en)                          | Nonce apostolique       | Paolo Rocco Gualtieri             | 13 novembre 2015  |
| Conseil de l'Europe                   | Observateur permanent   | Marco Ganci (en)                  | 21 septembre 2019 |
| Congo                                 | Nonce apostolique       | vacant                            | 4 juin 2021       |
| République démocratique du Congo (en) | Nonce apostolique       | Ettore Balestrero                 | 6 juillet 2018    |
| Îles Cook (en)                        | Nonce apostolique       | Novatus Rugambwa                  | 2 février 2021    |
| Corée du Sud (en)                     | Nonce apostolique       | Alfred Xuereb                     | 26 février 2018   |
| Costa Rica (en)                       | Nonce apostolique       | Bruno Musarò                      | 29 août 2019      |
| Côte d'Ivoire                         | Nonce apostolique       | Paolo Borgia                      | 28 octobre 2019   |
| Croatie (en)                          | Nonce apostolique       | Giorgio Lingua                    | 22 juillet 2019   |
| Cuba (en)                             | Nonce apostolique       | Giampiero Gloder                  | 11 octobre 2019   |
| Danemark (en)                         | Nonce apostolique       | James Patrick Green               | 13 juin 2017      |
| Djibouti                              | Nonce apostolique       | Antoine Camilleri                 | 31 octobre 2019   |
| République dominicaine (en)           | Nonce apostolique       | Ghaleb Bader                      | 24 août 2017      |
| Dominique (en)                        | Nonce apostolique       | vacant                            | 17 décembre 2021  |
| Équateur (en)                         | Nonce apostolique       | Andrés Carrascosa Coso            | 22 juin 2017      |
| Égypte                                | Nonce apostolique       | Nicolas Thevenin                  | 4 novembre 2019   |
| Émirats arabes unis (en)              | Nonce apostolique       | vacant                            | 17 avril 2020     |
| Érythrée (en)                         | Nonce apostolique       | Luís Miguel Muñoz Cárdaba (en)    | 31 mars 2020      |
| Espagne                               | Nonce apostolique       | Bernardito Auza                   | 1er octobre 2019  |
| Estonie (en)                          | Nonce apostolique       | Petar Rajič                       | 6 août 2019       |
| Eswatini (en)                         | Nonce apostolique       | Peter Bryan Wells                 | 13 juin 2016      |
| Éthiopie (en)                         | Nonce apostolique       | Antoine Camilleri                 | 31 octobre 2019   |
| États-Unis                            | Nonce apostolique       | Christophe Pierre                 | 12 avril 2016     |
| Fidji (en)                            | Nonce apostolique       | Novatus Rugambwa                  | 25 mai 2019       |
| Finlande (en)                         | Nonce apostolique       | James Patrick Green               | 12 octobre 2017   |
| France                                | Nonce apostolique       | Celestino Migliore                | 11 janvier 2020   |
| Gabon (en)                            | Nonce apostolique       | vacant                            | 4 juin 2021       |
| Gambie                                | Nonce apostolique       | Dagoberto Campos Salas            | 17 août 2018      |
| Géorgie (en)                          | Nonce apostolique       | José Avelino Bettencourt          | 8 mars 2018       |
| Ghana (en)                            | Nonce apostolique       | Henryk Jagodziński                | 3 mai 2020        |
| Grande-Bretagne                       | Nonce apostolique       | Claudio Gugerotti                 | 4 juillet 2020    |
| Grèce (en)                            | Nonce apostolique       | Savio Hon Tai-Fai                 | 28 septembre 2017 |
| Grenade (en)                          | Nonce apostolique       | vacant                            | 17 décembre 2021  |
| Guatemala (en)                        | Nonce apostolique       | Francisco Montecillo Padilla      | 17 avril 2020     |
| Guinée (en)                           | Nonce apostolique       | Tymon Tytus Chmielecki            | 26 mars 2019      |
| Guinée-Bissau (en)                    | Nonce apostolique       | Michael Wallace Banach            | 22 août 2016      |
| Guinée équatoriale (en)               | Nonce apostolique       | Julio Murat                       | 29 mars 2018      |
| Guyana (en)                           | Nonce apostolique       | vacant                            | 18 décembre 2021  |
| Haïti                                 | Nonce apostolique       | Francisco Escalante Molina        | 4 juin 2021       |
| Honduras (en)                         | Nonce apostolique       | Gábor Pintér                      | 12 novembre 2019  |
| Hongrie                               | Nonce apostolique       | vacant                            | 31 décembre 2021  |
| Inde (en)                             | Nonce apostolique       | Leopoldo Girelli                  | 13 mars 2021      |
| Indonésie (en)                        | Nonce apostolique       | Piero Pioppo                      | 8 septembre 2017  |
| Iran (en)                             | Nonce apostolique       | Andrzej Józwowicz                 | 28 juin 2021      |
| Irak (en)                             | Nonce apostolique       | Mitja Leskovar                    | 1er mai 2020      |
| Irlande (en)                          | Nonce apostolique       | Jude Thaddeus Okolo               | 13 mai 2017       |
| Islande (en)                          | Nonce apostolique       | James Patrick Green               | 6 avril 2017      |
| Israël (en)                           | Nonce apostolique       | Adolfo Tito Yllana                | 3 juin 2021       |
| Italie (en)                           | Nonce apostolique       | Emil Paul Tscherrig               | 12 septembre 2017 |
| Jamaïque (en)                         | Nonce apostolique       | vacant                            | 17 décembre 2021  |
| Japon (en)                            | Nonce apostolique       | Leo Boccardi                      | 11 mars 2021      |
| Jérusalem et Palestine (en)           | Délégué apostolique     | Adolfo Tito Yllana                | 3 juin 2021       |
| Jordanie (en)                         | Nonce apostolique       | vacant                            | 7 octobre 2019    |
| Kazakhstan (en)                       | Nonce apostolique       | Francis Assisi Chullikatt         | 30 avril 2016     |
| Kenya (en)                            | Nonce apostolique       | Hubertus van Megen                | 16 février 2019   |
| Kiribati (en)                         | Nonce apostolique       | Novatus Rugambwa                  | 30 novembre 2019  |
| Kosovo (en)                           | Délégué apostolique     | Jean-Marie Speich                 | 19 mars 2019      |
| Koweït (en)                           | Nonce apostolique       | Eugene Martin Nugent              | 7 janvier 2021    |
| Kirghizistan (en)                     | Nonce apostolique       | Francis Assisi Chullikatt         | 24 juin 2016      |
| Laos (en)                             | Délégué apostolique     | Paul Tschang In-Nam               | 4 août 2012       |
| Lesotho (en)                          | Nonce apostolique       | Peter Bryan Wells                 | 13 février 2016   |
| Lettonie (en)                         | Nonce apostolique       | Petar Rajič                       | 6 août 2019       |
| Liban (en)                            | Nonce apostolique       | Joseph Spiteri                    | 7 mars 2018       |
| Liberia (en)                          | Nonce apostolique       | Dagoberto Campos Salas            | 28 juillet 2018   |
| Libye                                 | Nonce apostolique       | Alessandro D'Errico               | 10 juin 2017      |
| Liechtenstein (en)                    | Nonce apostolique       | Martin Krebs                      | 3 mars 2021       |
| Ligue arabe                           | Délégué apostolique     | Nicolas Thevenin                  | 4 novembre 2019   |
| Lituanie (en)                         | Nonce apostolique       | Petar Rajič                       | 15 juin 2019      |
| Luxembourg (en)                       | Nonce apostolique       | Franco Coppola                    | 14 décembre 2021  |
| Macédoine (en)                        | Nonce apostolique       | vacant                            | 31 décembre 2021  |
| Madagascar (en)                       | Nonce apostolique       | Paolo Rocco Gualtieri             | 13 avril 2015     |
| Malawi (en)                           | Nonce apostolique       | Gianfranco Gallone                | 8 mai 2019        |
| Malaisie (en)                         | Nonce apostolique       | Wojciech Załuski                  | 29 septembre 2020 |
| Mali (en)                             | Nonce apostolique       | Tymon Tytus Chmielecki            | 26 mars 2019      |
| Malte                                 | Nonce apostolique       | Alessandro D'Errico               | 27 avril 2017     |
| Maroc (en)                            | Nonce apostolique       | Vito Rallo                        | 12 décembre 2015  |
| Îles Marshall (en)                    | Nonce apostolique       | Novatus Rugambwa                  | 30 novembre 2019  |
| Mauritanie (en)                       | Nonce apostolique       | Michael Wallace Banach            | 13 mai 2017       |
| Maurice (en)                          | Nonce apostolique       | Paolo Rocco Gualtieri             | 24 octobre 2015   |
| Mexique (en)                          | Nonce apostolique       | vacant                            | 15 novembre 2021  |
| Micronésie (en)                       | Nonce apostolique       | Novatus Rugambwa                  | 30 mars 2021      |
| Moldavie (en)                         | Nonce apostolique       | Miguel Maury Buendía              | 25 janvier 2016   |
| Monaco (en)                           | Nonce apostolique       | Antonio Arcari                    | 25 mai 2019       |
| Mongolie (en)                         | Nonce apostolique       | Alfred Xuereb                     | 26 février 2018   |
| Monténégro (en)                       | Nonce apostolique       | vacant                            | 31 août 2021      |
| Mozambique (en)                       | Nonce apostolique       | Piergiorgio Bertoldi              | 19 mars 2019      |
| Namibie (en)                          | Nonce apostolique       | Peter Bryan Wells                 | 13 février 2016   |
| Nations unies - New York              | Observateur permanent   | Gabriele Caccia                   | 16 novembre 2019  |
| Nations unies - Genève                | Observateur permanent   | Fortunatus Nwachukwu              | 17 décembre 2021  |
| Nauru (en)                            | Nonce apostolique       | Novatus Rugambwa                  | 30 novembre 2019  |
| Népal (en)                            | Nonce apostolique       | Leopoldo Girelli                  | 13 septembre 2021 |
| Nicaragua (en)                        | Nonce apostolique       | Waldemar Stanisław Sommertag      | 15 février 2018   |
| Niger (en)                            | Nonce apostolique       | Michael Francis Crotty            | 25 avril 2020     |
| Nigeria (en)                          | Nonce apostolique       | Antonio Guido Filipazzi           | 26 avril 2017     |
| Norvège (en)                          | Nonce apostolique       | James Patrick Green               | 18 octobre 2017   |
| Nouvelle-Zélande (en)                 | Nonce apostolique       | Novatus Rugambwa                  | 29 mars 2019      |
| Ouganda (en)                          | Nonce apostolique       | Luigi Bianco                      | 4 février 2019    |
| Ouzbékistan (en)                      | Nonce apostolique       | Giovanni d'Aniello                | 14 janvier 2021   |
| Pacifique - Océanie                   | Délégué apostolique     | Novatus Rugambwa                  | 29 mars 2019      |
| Pakistan (en)                         | Nonce apostolique       | Christophe Zakhia El-Kassis       | 24 novembre 2018  |
| Palaos (en)                           | Nonce apostolique       | Novatus Rugambwa                  | 25 mai 2019       |
| Panama (en)                           | Nonce apostolique       | vacant                            | 18 décembre 2021  |
| Papouasie-Nouvelle-Guinée (en)        | Nonce apostolique       | Fermín Emilio Sosa Rodríguez (en) | 31 mars 2021      |
| Paraguay (en)                         | Nonce apostolique       | Eliseo Antonio Ariotti            | 5 novembre 2009   |
| Pays-Bas (en)                         | Nonce apostolique       | vacant                            | 27 novembre 2021  |
| Péninsule arabique                    | Délégué apostolique     | vacant                            | 17 avril 2020     |
| Pérou (en)                            | Nonce apostolique       | Nicolas Girasoli                  | 16 juin 2017      |
| Philippines (en)                      | Nonce apostolique       | Charles John Brown                | 28 septembre 2020 |
| Pologne                               | Nonce apostolique       | Salvatore Pennacchio              | 6 août 2016       |
| Porto Rico (en)                       | Délégué apostolique     | Ghaleb Bader                      | 24 août 2017      |
| Portugal (en)                         | Nonce apostolique       | Ivo Scapolo                       | 29 août 2019      |
| Qatar (en)                            | Nonce apostolique       | Eugene Martin Nugent              | 7 janvier 2021    |
| Roumanie                              | Nonce apostolique       | Miguel Maury Buendía              | 5 décembre 2015   |
| Russie                                | Nonce apostolique       | Giovanni d'Aniello                | 1er juin 2020     |
| Rwanda                                | Nonce apostolique       | vacant                            | 28 juin 2021      |
| Saint-Christophe-et-Niévès (en)       | Nonce apostolique       | vacant                            | 17 décembre 2021  |
| Sainte-Lucie (en)                     | Nonce apostolique       | vacant                            | 17 décembre 2021  |
| Saint-Vincent-et-les-Grenadines (en)  | Nonce apostolique       | vacant                            | 17 décembre 2021  |
| Salvador                              | Nonce apostolique       | Santo Rocco Gangemi               | 25 mai 2018       |
| Samoa (en)                            | Nonce apostolique       | Novatus Rugambwa                  | 17 avril 2020     |
| Saint-Marin (en)                      | Nonce apostolique       | Emil Paul Tscherrig               | 12 septembre 2017 |
| Sao Tomé-et-Principe (en)             | Nonce apostolique       | Giovanni Gaspari                  | 21 septembre 2020 |
| Sénégal                               | Nonce apostolique       | Michael Wallace Banach            | 19 mars 2016      |
| Serbie                                | Nonce apostolique       | Luciano Suriani                   | 7 décembre 2015   |
| Seychelles (en)                       | Nonce apostolique       | Paolo Rocco Gualtieri             | 26 septembre 2015 |
| Sierra Leone (en)                     | Nonce apostolique       | Dagoberto Campos Salas            | 17 novembre 2018  |
| Singapour (en)                        | Nonce apostolique       | Marek Zalewski                    | 21 mai 2018       |
| Slovaquie (en)                        | Nonce apostolique       | vacant                            | 31 octobre 2021   |
| Slovénie                              | Nonce apostolique       | Jean-Marie Speich                 | 19 mars 2019      |
| Îles Salomon (en)                     | Nonce apostolique       | Fermín Emilio Sosa Rodríguez (en) | 16 décembre 2021  |
| Somalie (en)                          | Délégué apostolique     | Antoine Camilleri                 | 31 octobre 2019   |
| Soudan du Sud (en)                    | Nonce apostolique       | Hubertus van Megen                | 19 mars 2019      |
| Soudan (en)                           | Nonce apostolique       | Luís Miguel Muñoz Cárdaba (en)    | 31 mars 2020      |
| Sri Lanka (en)                        | Nonce apostolique       | Brian Udaigwe                     | 13 juin 2020      |
| Suriname (en)                         | Nonce apostolique       | vacant                            | 17 décembre 2021  |
| Suède (en)                            | Nonce apostolique       | James Patrick Green               | 6 avril 2017      |
| Suisse                                | Nonce apostolique       | Martin Krebs                      | 3 mars 2021       |
| Syrie (en)                            | Nonce apostolique       | Mario Zenari                      | 30 décembre 2008  |
| Tadjikistan (en)                      | Nonce apostolique       | Francis Assisi Chullikatt         | 30 avril 2016     |
| Tanzanie (en)                         | Nonce apostolique       | Marek Solczyński                  | 25 avril 2017     |
| Tchad (en)                            | Nonce apostolique       | Santiago De Wit Guzmán            | 25 mars 2017      |
| République tchèque                    | Nonce apostolique       | Charles Daniel Balvo              | 21 septembre 2018 |
| Thaïlande (en)                        | Nonce apostolique       | Paul Tschang In-Nam               | 4 août 2012       |
| Timor oriental (en)                   | Nonce apostolique       | Wojciech Załuski                  | 29 septembre 2020 |
| Togo                                  | Nonce apostolique       | Mark Miles                        | 2 mars 2021       |
| Tonga (en)                            | Nonce apostolique       | Novatus Rugambwa                  | 30 novembre 2019  |
| Trinité-et-Tobago (en)                | Nonce apostolique       | vacant                            | 17 décembre 2021  |
| Tunisie                               | Nonce apostolique       | Kurian Vayalunkal                 | 2 février 2021    |
| Turquie (en)                          | Nonce apostolique       | Paul Fitzpatrick Russell          | 19 mars 2016      |
| Turkménistan (en)                     | Nonce apostolique       | Paul Fitzpatrick Russell          | 19 mars 2016      |
| Ukraine (en)                          | Nonce apostolique       | Visvaldas Kulbokas                | 15 juin 2021      |
| Union européenne                      | Nonce apostolique       | vacant                            | 2 décembre 2021   |
| Uruguay (en)                          | Nonce apostolique       | Luciano Russo                     | 18 décembre 2021  |
| Vanuatu (en)                          | Nonce apostolique       | vacant                            | 16 juin 2018      |
| Venezuela (en)                        | Nonce apostolique       | vacant                            | 8 mai 2021        |
| Viêt Nam (en)                         | Représentant pontifical | Marek Zalewski                    | 21 mai 2018       |
| Yémen (en)                            | Nonce apostolique       | vacant                            | 17 avril 2020     |
| Zambie                                | Nonce apostolique       | Gianfranco Gallone                | 2 février 2019    |
| Zimbabwe (en)                         | Nonce apostolique       | Paolo Rudelli                     | 25 janvier 2020   |

### Sources
- Bulletins de la salle de presse du Saint-Siège en 2021
- Postes diplomatiques de la Curie sur catholic-hierarchy.org